# (11480) Velikij Ustyug
(11480) Velikij Ustyug est un astéroïde de la ceinture principale.

## Description
(11480) Velikij Ustyug est un astéroïde de la ceinture principale. Il fut découvert le 7 septembre 1986 à Nauchnyj par Lioudmila Tchernykh. Il présente une orbite caractérisée par un demi-grand axe de 2,21 UA, une excentricité de 0,17 et une inclinaison de 3,5° par rapport à l'écliptique.

## Compléments